# Bahnstrecke Wanne-Eickel–Wanne Unser Fritz
| |                      |                                                    |                                                    |
| Streckennummer (DB): | 2203, 2204           |                                                    |                                                    |
| Kursbuchstrecke (DB): | 426                  |                                                    |                                                    |
| Kursbuchstrecke: | 234a, 234b (1946)    |                                                    |                                                    |
| Streckenlänge: | 1,564 km             |                                                    |                                                    |
| Spurweite: | 1435 mm (Normalspur) |                                                    |                                                    |
| Stromsystem: | 15 kV, 16,7 Hz ~     |                                                    |                                                    |
| |                      |                                                    |                                                    |
| \| \| \| von Herne (CM-Stammstrecke bzw. CM-Emschertalbahn) \| \| \| \| \| \| \| \| \| \| Verbindungsstrecke von Herne-Rottbruch \| \| \| \| \| von Recklinghausen Hbf \| \| \| \| −0,3 0,0 \| Wanne-Eickel Hbf \| Wanne-Eickel Hbf \| \| \| 0,0 1,5 \| Wanne-Eickel Wst (Bft, ehem. Abzw) \| Wanne-Eickel Wst (Bft, ehem. Abzw) \| \| \| \| nach Gelsenkirchen Hbf (Güterzugstrecke) \| \| \| \| \| Salzstrecke nach BO-Riemke \| \| \| \| \| nach Gelsenkirchen Hbf \| \| \| \| \| \| \| \| \| \| nach Gelsenkirchen-Schalke \| \| \| \| \| Gelsenkirchener Straße \| \| \| \| \| \| \| \| \| 1,502,8 \| Wilhelm (Abzw) \| Wilhelm (Abzw) \| \| \| \| Anschl. Zeche Pluto Schacht Wilhelm \| \| \| \| \| Anschl. Zeche Unser Fritz Schacht I u. IV \| \| \| \| \| von Herne \| \| \| \| 3,204,7 \| Wanne Unser Fritz (Bft, ehem. Abzw) \| Wanne Unser Fritz (Bft, ehem. Abzw) \| \| \| \| Wanne Unser Fritz \| \| \| \| \| Gelsenkirchen Zoo (Bft) \| \| \| \| \| Gelsenkirchen-Bismarck \| \| \| \| \| nach Gelsenkirchen-Schalke \| \| \| \| \| nach Dorsten und nach Oberhausen-Osterfeld \| \| \| \| \| \| \| \| Quellen: [1][2][3] \| \| \| \| |                      |                                                    |                                                    |
| Strecke · Strecke |                      | von Herne (CM-Stammstrecke bzw. CM-Emschertalbahn) | von Herne (CM-Stammstrecke bzw. CM-Emschertalbahn) |
| |                      |                                                    |                                                    |
| Strecke · Abzweig geradeaus und von links |                      | Verbindungsstrecke von Herne-Rottbruch             | Verbindungsstrecke von Herne-Rottbruch             |
| Abzweig geradeaus und von rechts · Abzweig geradeaus und von rechts |                      | von Recklinghausen Hbf                             | von Recklinghausen Hbf                             |
| S-Bahnhof · Bahnhof | −0,3 0,0             | Wanne-Eickel Hbf                                   | Wanne-Eickel Hbf                                   |
| Strecke · Blockstelle | 0,0 1,5              | Wanne-Eickel Wst (Bft, ehem. Abzw)                 | Wanne-Eickel Wst (Bft, ehem. Abzw)                 |
| Strecke · Strecke nach links · Abzweig quer und von rechts |                      | nach Gelsenkirchen Hbf (Güterzugstrecke)           | nach Gelsenkirchen Hbf (Güterzugstrecke)           |
| Strecke · Strecke von links (außer Betrieb) · Kreuzung geradeaus oben (Querstrecke außer Betrieb) |                      | Salzstrecke nach BO-Riemke                         | Salzstrecke nach BO-Riemke                         |
| Abzweig ehemals geradeaus und nach links · Abzweig quer und ehemals nach rechts · Kreuzung geradeaus oben |                      | nach Gelsenkirchen Hbf                             | nach Gelsenkirchen Hbf                             |
| Strecke (außer Betrieb) · Strecke von links · Abzweig geradeaus und nach rechts |                      |                                                    |                                                    |
| Abzweig geradeaus und nach links (Strecke außer Betrieb) · Kreuzung geradeaus oben (Querstrecke außer Betrieb) · Abzweig ehemals quer und nach links |                      | nach Gelsenkirchen-Schalke                         | nach Gelsenkirchen-Schalke                         |
| Bahnübergang (Strecke außer Betrieb) · Strecke |                      | Gelsenkirchener Straße                             | Gelsenkirchener Straße                             |
| Strecke nach links (außer Betrieb) · Abzweig geradeaus und ehemals von rechts |                      |                                                    |                                                    |
| ehemalige Blockstelle | 1,502,8              | Wilhelm (Abzw)                                     | Wilhelm (Abzw)                                     |
| Abzweig geradeaus und ehemals nach links |                      | Anschl. Zeche Pluto Schacht Wilhelm                | Anschl. Zeche Pluto Schacht Wilhelm                |
| Abzweig geradeaus und ehemals nach links |                      | Anschl. Zeche Unser Fritz Schacht I u. IV          | Anschl. Zeche Unser Fritz Schacht I u. IV          |
| Abzweig geradeaus und von rechts |                      | von Herne                                          | von Herne                                          |
| Blockstelle | 3,204,7              | Wanne Unser Fritz (Bft, ehem. Abzw)                | Wanne Unser Fritz (Bft, ehem. Abzw)                |
| ehemaliger Haltepunkt / Haltestelle |                      | Wanne Unser Fritz                                  | Wanne Unser Fritz                                  |
| Bahnhof |                      | Gelsenkirchen Zoo (Bft)                            | Gelsenkirchen Zoo (Bft)                            |
| Dienststation / Betriebs- oder Güterbahnhof |                      | Gelsenkirchen-Bismarck                             | Gelsenkirchen-Bismarck                             |
| Abzweig geradeaus und ehemals nach links |                      | nach Gelsenkirchen-Schalke                         | nach Gelsenkirchen-Schalke                         |
| Strecke |                      | nach Dorsten und nach Oberhausen-Osterfeld         | nach Dorsten und nach Oberhausen-Osterfeld         |
| |                      |                                                    |                                                    |
| Quellen: |                      |                                                    |                                                    |

Die Bahnstrecke Wanne-Eickel–Wanne Unser Fritz ist eine eingleisige, elektrifizierte Eisenbahnstrecke, die die Bahnhöfe Wanne-Eickel und Gelsenkirchen-Bismarck miteinander verbindet. Sie wurde im 19. Jahrhundert als Verbindungsstrecke zwischen der Köln-Mindener Emschertalbahn und der Märkischen Emschertalbahn errichtet.

## Geschichte

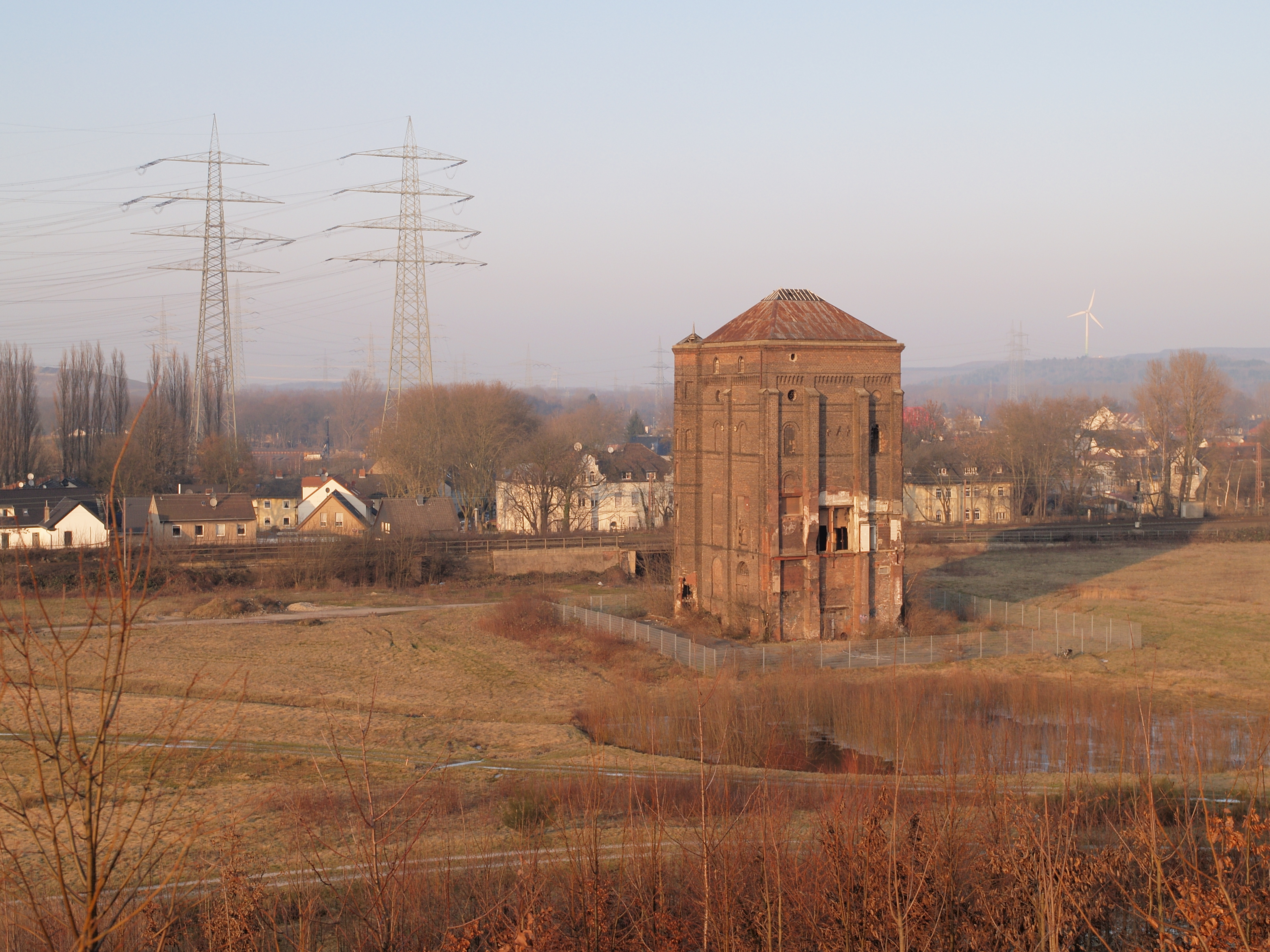
Blick auf den Abzweig Wanne Unser Fritz

Der Ursprung der Eisenbahnstrecke von Wanne-Eickel nach Wanne Unser Fritz liegt im Anschluss der Zeche Unser Fritz (Schacht I u. IV) ab 1871 und der 
Zeche Pluto (Schacht Wilhelm) ab 1873. Mittels einer Zechenbahn wurden beide Bergwerke an den Bahnhof Wanne angeschlossen.
Nach Verstaatlichung der drei großen Eisenbahngesellschaften Köln-Mindener Eisenbahn-Gesellschaft (CME), Bergisch-Märkischer Eisenbahn-Gesellschaft (BME) und Rheinischer Eisenbahn-Gesellschaft RhE, die 1882 ihren Abschluss fand, fehlte es vor allem an Verbindungsstrecken zwischen den zuvor privat gebauten Ost-West-Magistralen. Zur Verbindung von Stammstrecke und Emschertalbahn der CME mit der Märkischen Emschertalbahn der BME wurde die bestehende Bahnstrecke zur Zeche Unser Fritz dort in die BME-Strecke eingeführt. Der Abzweigbahnhof erhielt ebenfalls den Namen „Unser Fritz“. Auf der Strecke konnte am 15. Oktober 1884 der durchgehende Güterverkehr aufgenommen werden.
Nach der Hochstufung zur Hauptbahn am 17. März 1889 befuhren am 1. Juni 1890 erstmals Personenzüge die Verbindungsstrecke. Als Ergänzung ging am 1. Februar 1912 die Güterzugstrecke als Verbindung vom Güterbahnhof Wanne-Eickel zum Abzweig Wilhelm in Betrieb. Damit war die Strecke vom Abzweig Wilhelm bis Unser Fritz zweigleisig ausgebaut, wobei das alte östliche Gleis fast ausschließlich dem Personenverkehr diente.
Der Personenverkehr auf der Strecke von Wanne-Eickel nach Wanne Unser Fritz hatte unterschiedliche Ziele. Vor dem Zweiten Weltkrieg wurde ab Gelsenkirchen-Bismarck weiter in Richtung Dorsten – Borken – Burlo (– Winterswijk) oder Gelsenkirchen-Schalke Nord – Katernberg Nord – Essen gefahren. Nach dem Krieg kamen Züge der Relation Dortmund – Castrop – Wanne-Eickel – Gelsenkirchen-Bismarck – Gelsenkirchen-Schalke – Bottrop-Süd – Oberhausen hinzu, dafür enden die meisten Züge aus Essen bereits in Gelsenkirchen-Bismarck.
Der elektrische Betrieb wurde am 21. Juni 1972 aufgenommen. Der Haltepunkt Wanne Unser Fritz wurde zuletzt von einzelnen Zügen der Relation Wanne-Eickel – Dorsten – Borken auf der Kursbuchstrecke 315 bedient, der einzig verbliebenen Personenzugverbindung auf der Strecke zwischen Wanne-Eickel und Gelsenkirchen Zoo. Seit dem Sommerfahrplan 1983 halten in Wanne Unser Fritz keine Personenzüge mehr.
Am 29. Mai 1988 wurde der Verkehr auf der Personenzugstrecke eingestellt. Gründe hierfür waren die baufällige Brücke über die Thiesstraße in Bickern und massive Bergschäden, die zu einer Absenkung der Personenzugstrecke gegenüber der Güterstrecke um bis zu 3 Meter geführt hatten. Schließlich konnte auch der Schrankenposten an der Gelsenkirchener Straße aufgegeben werden. Die offizielle Stilllegung erfolgte allerdings erst am 23. September 1989. 1991 wurde die Personenzugstrecke abgebaut.
Nach Stilllegung der Personenzugstrecke wird der Personenverkehr über die etwas längere Güterstrecke abgewickelt, was zu einer geringen Fahrtzeitverlängerung führt. Außerdem fahren die Personenzüge in Wanne-Eickel seitdem nicht mehr von Gleis 1 oder 2, sondern vom südöstlichsten Gleis 8 ab, um die Güterstrecke zu erreichen.
Derzeit verkehrt auf der Strecke im Personenverkehr die Regionalbahnlinie RB 43 „Emschertal-Bahn“ Dortmund – Wanne-Eickel – Gelsenkirchen Zoo – Dorsten ohne Halt zwischen Wanne-Eickel und Gelsenkirchen Zoo.

## Streckenzustand

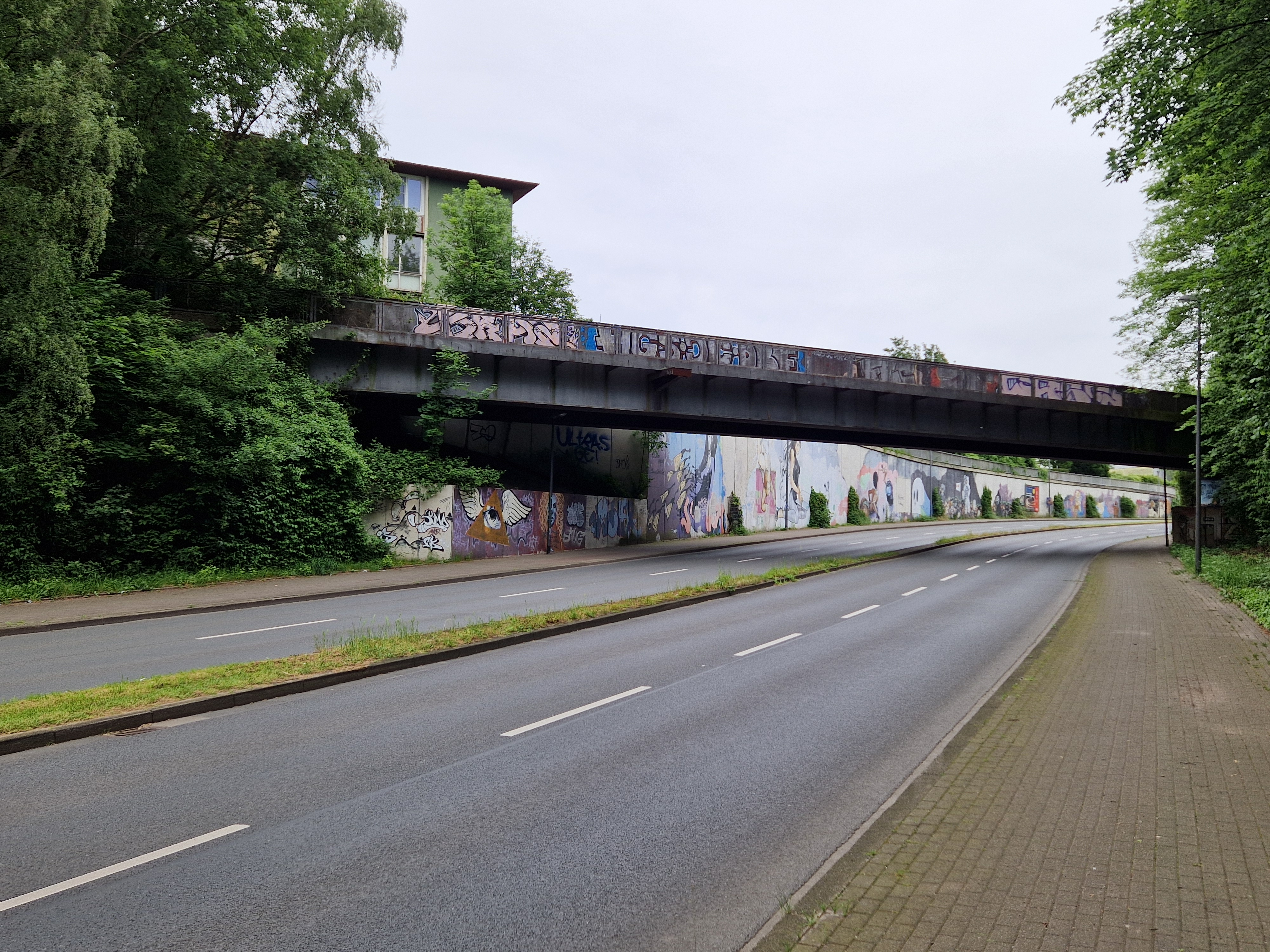
Überführung der Pz-Strecke über die Berliner Straße in Herne, 2024

Die Güterzugstrecke ist als elektrifizierte Hauptbahn in Betrieb. Auf der Personenzugstrecke sind die Gleise demontiert; die Brücken über die Berliner Straße, die Wakefieldstraße, die Straße Am Mühlenbach, die Wilhelmstraße und die A 42 sind noch erhalten.